# Umbrina canariensis
Espèce
Statut de conservation UICN

 LC  : Préoccupation mineure
L'ombrine bronze (Umbrina canariensis) est une espèce de poissons marins appartenant à la famille des Sciaenidae.